# Olga Chéjova
Olga Konstantínovna Chéjova o Tschechowa (en ruso: Ольга Константиновна Чехова (Alexándropol, hoy Gyumrí Armenia, 14 de abriljul./ 26 de abril de 1897greg.-Múnich, 9 de marzo de 1980) fue una actriz rusa de origen alemán de relevante actuación durante el período 1920-1945 en el cine mudo y las películas de la UFA. Entre los personajes que interpretó, se encuentra el rol protagónico femenino en la película de Alfred Hitchcock: Mary (1931).

## Biografía
Olga Knipper era su verdadero nombre, hija del ingeniero ferroviario Konstantín Knipper, hermana del compositor Lev Knipper así como sobrina y homónima de la actriz Olga Knipper-Chéjova (esposa de Antón Chéjov), luteranos de origen étnico alemán. Estudió en Tsárskoye Seló pero, luego de ver a Eleonora Duse, se unió al estudio del Teatro de Arte de Moscú. Allí, conoció al gran actor Mijaíl Chéjov (sobrino de Antón Chéjov) en 1915 y se casó con él en el mismo año, tomando su apellido como propio. Su hija, la actriz Ada Chéjova, nació en 1916 (y falleció en 1966 en un accidente aéreo).

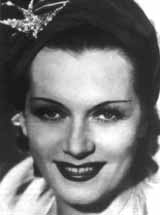
Olga Chéjova

Dos años después de la Revolución de Octubre, Chéjova se divorció de su marido pero conservó su apellido. Pudo conseguir un pasaporte del gobierno soviético, posiblemente a cambio de cooperación, lo que le permitió abandonar Rusia. Fue acompañada por un agente soviético en tren hasta Viena, luego se trasladó a Berlín en 1920. Su primer papel fue en la película muda de Friedrich Wilhelm Murnau El Castillo Encantado (1921). Actuó en las producciones de UFA de Max Reinhardt, el mismo estudio donde Fritz Lang dirigió Metrópolis (1927). Realizó una exitosa transición del cine mudo al hablado. En los 30s, creció hasta convertirse en una de las más brillantes estrellas del Tercer Reich siendo admirada por Adolf Hitler. Una foto publicada donde se la ve sentada junto a Hitler en una recepción le dio a los líderes de la inteligencia soviética la impresión de que tenía estrecha relación con Hitler. [cita requerida]

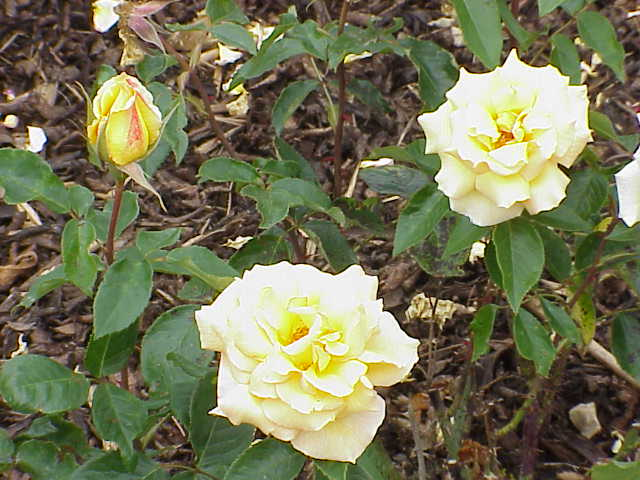
Rosa «Olga Chéjova» (Cocker, 1977)

De hecho, tenía una relación más cercana con el ministro de Propaganda, Joseph Goebbels, [cita requerida] quien se refirió a ella en sus diarios como "eine charmante Frau" ("una dama encantadora"). Los archivos soviéticos revelan que en realidad era una espía comunista. [cita requerida]
En Hotel Berlín 1933, del argentino Pablo Sodor, se muestra a Chéjova muy relacionada con Carl-Heinrich von Stülpnagel, el coronel nazi que en 1944 participó del atentado contra Hitler.

## Últimos años
Después de la Segunda Guerra Mundial su carrera como actriz fue menos exitosa; su única película hecha en Hollywood no logró popularidad, principalmente porque su acento era muy fuerte. Luego de la guerra vivió en el sector soviético de Berlín pero en 1949 logró mudarse a Múnich, Baviera, y lanzó una compañía de cosméticos.
Al mismo tiempo continuó actuando, e hizo papeles secundarios y cameos en más de 20 películas.
Se retiró de la actuación en 1974, publicando un libro de memorias. Su correspondencia con Olga Knipper y Alla Tarásova fue publicada póstumamente.

## Agente soviética
Los archivos de la KGB, parcialmente publicados en los 90s, muestran que Chéjova fue una agente soviética “durmiente” reclutada en los 20s, y que estuvo conectada con su hermano Lev Knipper, un activo agente de la Policía Secreta Soviética OGPU - NKVD. Se cree que una de sus funciones fue ayudar a su hermano en el complot para asesinar a Hitler. En 1945, luego de que Berlín fuera tomada por el Ejército Rojo, Chéjova fue detenida por agentes soviéticos y llevada a Moscú por algunas semanas para ser interrogada. Regresó a Berlín en junio de 1945 y se mudó a una nueva casa que fue mantenida y custodiada por los soviéticos durante varios años.

## Publicaciones en alemán
- Olga Tschechowa, C. C. Bergius: Ich verschweige nichts! Autobiografie. Zimmer & Herzog, Berchtesgaden 1952.[1]
- Olga Tschechowa: Meine Uhren gehen anders. Herbig, München/Berlin 1973, ISBN 3-7766-0632-0.
- Renata Helker: Die Tschechows. Wege in die Moderne. Hrsg. v. Deutsches Theatermuseum München. Henschel, Berlín 2005. ISBN 3-89487-502-X
- Antony Beevor: Die Akte Olga Tschechowa. Das Geheimnis von Hitlers Lieblingsschauspielerin. 1. Auflage. Bertelsmann, München 2004. ISBN 3-570-00826-6
- Renata Helker: "Schön. Und von besonderer Kultur." Olga Tschechowa in Schloss Vogelöd. In: Michael Omasta, Brigitte Mayr, Christian Cargnelli (Hrsg.): Carl Mayer, Scenar[t]ist. Ein Script von ihm war schon ein Film - "A script by Carl Mayer was already a film". Synema, Wien 2003. ISBN 3-901644-10-5
- Beevor, Antony (2004) The Mystery of Olga Chekhova: was Hitler's favorite actress a Russian spy? (existe traducción al español, El Misterio de Olga Chejova, Editoria Crítica) ISBN 0-670-03340-5